# Малацки (район)
Район Малацки (словац. Okres Malacky) — самый западный район Словакии. Находится в Братиславском крае. Граничит с Австрией.

## Население
| Год:        | 1994   | 2004    | 2014    | 2024     |
| ----------- | ------ | ------- | ------- | -------- |
| Broj ljudi: | 62 625 | 65 840  | 70 043  | 79 982   |
| Разница:    |        | +5,13 % | +6,38 % | +14,18 % |

### Статистические данные (2001)
Национальный состав:
- Словаки — 97,0 %
- Чехи — 1,1 %

Конфессиональный состав:
- Католики — 79,1 %
- Лютеране — 1,2 %